# Croft Bay
Die Croft Bay ist eine Bucht an der nordzentralen Küste der westantarktischen James-Ross-Insel. Sie bildet südlich des nordwestlichen Endes der Antarktischen Halbinsel die südliche Begrenzung des Herbert-Sunds.
Entdeckt wurde die Bucht bei der Schwedischen Antarktisexpedition (1901–1903) unter der Leitung Otto Nordenskjölds. Der Falkland Islands Dependencies Survey (FIDS) kartierte sie im Jahr 1945 und benannte sie nach William Noble Croft (1915–1953), Geologe des FIDS in der Hope Bay im Jahr 1946.